# 生源说
生源說（英語：Biogenesis，又稱為生源論、生生論）是主張生物體只能來源於先存的另一個生命的理論，例如蜘蛛生蛋，後者又發育成蜘蛛。這種理論也指認為生物化學過程只能發生在生物體內。